# Hidroterapija
Hidroterapija (grč. hydro – voda, therapeia – liječenje) podrazumijeva terapijsku primjenu vode u svrhu liječenja izvana ili iznutra u bilo kojem obliku (para, krutina, tekućina). Pod terminom hidroterapija najčešće se misli na imerzijsku hidroterapiju, pri čemu se dio tijela ili cijelo tijelo uranja u vodu, a tijekom čega se mogu provoditi terapijske vježbe (hidrokinezioterapija). Mehanizam kojim imerzija u mineralnu ili termalnu vodu smanjuje tegobe u bolesnika s reumatskim bolestima nije u potpunosti razjašnjena, ali se radi o kombinaciji mehaničkih, termalnih i kemijskih učinaka. Također, bitno je poznavanje fiziologije imerzije tijela, kao i analize pokreta tijela.

## Fizikalna svojstva vode koja se koriste u hidroterapiji
Najvažnija fizikalna svojstva vode koja se koriste su:
 
1° Sila uzgona
 
2° Hidrostatski tlak
 
3° Termička svojstva vode

1° Sila uzgona je sila koja djeluje u suprotnom smjeru gravitacijskoj sili. Količina istisnute tekućine ovisi o gustoći tijela koje je uronjeno te o gustoći vode. Kako je gustoća ljudskog tijela sa zrakom u plućima manja od gustoće vode, tijelo u vodi pluta. Zbog toga je olakšano izvođenje aktivnih vježbi u vodi, tzv. vježbe u rasterećenju, iako voda može poslužiti i kao medij za vježbe protiv otpora.

2° Hidrostatski tlak je tlak stupca vode na površinu tijela. On ovisi o gustoći tekućine i o dubini na kojoj se tijelo nalazi. To se svojstvo vode koristi u smislu olakšane vertikalizacije i poboljšanja balansa pri vježbama hodanja. S obzirom na to da je hidrostatski tlak veći od tlaka u ljudskom kapilarnom sustavu, on dovodi do kompresije i pražnjenja kapilarnog bazena, pa se stajanjem ili hodanjem u vodi smanjuju periferni edemi nastalih zbog vaskularne ili limfne insuficijencije.

3° Termička svojstva vode prvenstveno se odnose na njenu visoku termalnu vodljivost i specifičnu toplinu. Stoga je voda pogodna za brzo hlađenje i zagrijavanje tijela, odnosno dijela tijela. Dok kratkotrajna primjena tople i hladne vode stimulira osjetne i motoričke završetke, dugotrajnom primjenom se gotovo prekida podražljivost.

## Učinci terapijskih vježbi
Terapijskim vježbama postižu se pozitivni kineziološki učinci, poboljšava se metabolizam i protok krvi u zglobu, smanjuje edem, a nedvojbeno je da imaju pozitivne učinke na imunološki sustav i psihičko stanje pacijenata. Naravno, drugi nespecifični čimbenici u toplicama kao što su promjena okruženja, ugodno okruženje i izostajanje od svakodnevnih obveza također mogu imati povoljne učinke.
Zbog svih ovih učinaka balneoterapija i hidroterapija, kao njezin najznačajniji dio, često se koriste u rehabilitaciji bolesnika s različitim reumatskim bolestima.

Iako su postignuti značajni pomaci u farmakoterapiji (npr. uvođenje bioloških lijekova) upalnih reumatskih bolesti (reumatoidni artritis, ankilozantni spondilitis i psorijatični artritis) balneoterapija/hidroterapija je još uvijek dio sveobuhvatnog multimodalnog liječenja, čime se postižu najbolji rezultati.